# ویلا پاراناکیتو
ویلا پاراناکیتو (به اسپانیایی: Villa Paranacito) یک منطقهٔ مسکونی در آرژانتین است که در Islas del Ibicuy Department واقع شده‌است. ویلا پاراناکیتو ۳٬۹۹۸ نفر جمعیت دارد.